# Aengus Tuirmech Temrach
Aengus Tuirmech Temrach, figlio di Eochaid Ailtleathan (il fecondo di Tara; fl. IV secolo a.C.), è stato un leggendario re supremo d'Irlanda del IV secolo a.C..
Prese il potere dopo aver ucciso il predecessore Fergus Fortamail. Regnò per trenta o sessant'anni fino a quando morì a Tara. Gli succedette il nipote Conall Collamrach.

## Fonti
- Seathrún Céitinn, Foras Feasa ar Éirinn 1.30
- Annali dei Quattro Maestri M4815-4875